# Drie (Gelderland)
Drie is een buurtschap in de gemeente Ermelo, in de Nederlandse provincie Gelderland, circa 5 kilometer ten zuidoosten van de plaats Ermelo en 2 kilometer ten westen van het kleine dorp Speuld. Drie bestaat uit enkele huizen en een horecagelegenheid, het Boshuis. Het Veluwse plaatsje is geheel omsloten door bos en heeft nauwelijks akkers om zich heen.

## Geschiedenis
Al in het jaar 855 werd de naam Drie vermeld. In een schenkingsakte van de Fries edelman Folckerus werd het aangegeven als Thri. Waarschijnlijk betekent dit letterlijk drie. Drie is ontstaan in de 8e eeuw, toen de Franken en de Saksen streden om de Veluwe.
In Drie was een zogenaamde maalschap actief, de maalschap van het Speulderbos. De maalschap werd gevormd door de groep grondgebruikers, die gezamenlijk regels stelden met betrekking tot het gebruik van de gronden en het gebruik van het hout uit de bossen in de omgeving. De door de grondgebruikers gekozen holtrichters en maalmannen hielden toezicht op de naleving van de gemaakte afspraken. De maalschap vergaderde in het Boshuis in Drie.

## Bezienswaardigheden
In het bos bij Drie bevindt zich onder meer een onderduikershol uit de Tweede Wereldoorlog. Het hol is opgenomen in een cultuurhistorische wandelroute. Een andere bezienswaardigheid is het Solse Gat, een diepe leemkuil midden in het bos.